# Partit Comunista d'Àustria
Partit Comunista d'Àustria (alemany Kommunistische Partei Österreichs, KPÖ) és un partit polític comunista d'Àustria fundat el 1918, un dels partits comunistes més antics d'Europa. Va estar prohibit durant l'ocupació alemanya entre 1933 i 1945, en la qual va tenir un important paper en la resistència contra el nazisme. Van aconseguir tenir un ministre en el primer govern després de la Segona Guerra Mundial.
El partit publica el periòdic Volksstimmen (anteriorment Volksstimme; veu del poble), i participa activament a les eleccions, malgrat no ha tingut representació en el parlament federal des de 1959. Recentment, però, després de guanyar l'alcaldia de la segona ciutat del país, Graz, i d'altres augments de suport a nivell local i regional, les enquestes l'hi atorguen la possibilitat d'entrar al Parlament.

## Història

### Primeres dècades
El KPÖ es va establir oficialment a Viena el 3 de novembre de 1918, en el context del final de la Primera Guerra Mundial, amb la conseqüent escassedat pel bloqueig dels aliats, les protestes dels treballadors com la vaga "Jännerstreik" de gener, o la Revolució d'Octubre russa.
Durant la Primera República, el KPÖ va tenir poca influència i no va aconseguir un sol mandat al parlament, en part a causa de la força del Partit Socialdemòcrata (SPÖ) i pel debilitament intern fruit de les lluites entre faccions. El Partit es va començar a destacar a partir de l'Anchluss i l'ocupació alemanya, que va provocar la seva il·legalització el 26 de maig de 1933. En aquest sentit, va participar de l'aixecament de febrer de 1934, liderades per la Lliga de Defensa Republicana (Republikanischer Schutzbund), el braç paramilitar dels socialistes.
Després de la seva derrota, que suposaria la consolidació del govern colaboracionista, el Partit va créixer ràpidament i va esdevenir un dels majors protagonistes en la resistència antinazi, que va ser esperonada per les declaracions de la Conferència de Moscou (1943), que proclamaven la necessitat d'alliberar una Àustria lliure i independent, amb la condició d'una contribució efectiva durant la guerra. Més de 4.000 comunistes van ser empresonats o enviats a camps de concentració i més de 2.000 van perdre la vida durant la resistència, inclosos 13 membres del comitè central del KPÖ.

### Segona República
Després que Àustria recuperés la seva independència, el KPÖ va assolir importància nacional, ja que va poder comptar amb el suport de les autoritats soviètiques. En el primer govern provisional sota Karl Renner, el KPÖ estava representat per set membres, juntament amb deu socialistes i nou socialistes cristians. El president del partit Johann Koplenig es va convertir en vicecanciller, mentre que els comunistes Franz Honner i Ernst Fischervan ser nomenats ministres d'Afers Interiors i d'Educació respectivament. Tanmateix, Renner va flanquejar als comunistes tenint dos poderosos subsecretaris a cada ministeri. Durant els anys de la reconstrucció nacional, el KPÖ va criticar amb vehemència la "reconstrucció capitalista a costa de la classe obrera" i va rebutjar totalment el Pla Marshall.
A les primeres eleccions al Consell Nacional, només va obtenir el 5,4% i 174.257 vots, obtenint només 4 membres (de 165) al nou parlament austríac. No obstant, el canceller Leopold Figl (del Partit Popular d'Àustria) va oferir al partit una posició ministerial al govern, i el comunista Karl Altmann va ser nomenat ministre d'Energia. Fruit de les polítiques d'austeritat aplicades per l'ÖVP, l'oposició al Pla Marshall i l'orientació que estava prenent el govern davant la nova Guerra Freda, el ministre va dimitir només uns mesos més tard, passant el partit a l'oposició i participant activament de les gran vagues de 1950.
Un cop es va signar el Tractat de l'Estat Austríac, el Partit va perdre el suport que li proporcionava la presència i suport soviètic, sent sacsejat també per tensions internes, en el context d'importants canvis ideològics en els partits comunistes occidentals (eurocomunisme) i l'aixecament hongarès de 1956. Així, va perdre la representació al Parlament austríac, rebent 142.578 vots, el 3,3% del total, amb un llindar del 4. A causa d'una caiguda contínua del suport, el partit va coquetejar amb l'assumpció de l'eurocomunisme i el socialisme democràtic. Això, al seu torn, va provocar la protesta dels principals partidaris del partit, que veien poca diferència amb la socialdemocràcia i temien un debilitament de la causa comunista. Arran de les reformes, més d'un terç dels militants del partit van marxar. El lideratge del KPÖ finalment va fer marxa enrere d'aquests canvis, i el partit va restablir les connexions amb el PCUS.

### Etapa de crisi
Amb la caiguda del bloc socialista, el KPÖ es va veure enfrontat a nous reptes pel que fa a la seva filosofia i futur. L'experiment amb una forma moderada d'eurocomunisme no va ser ben rebut entre els seus principals partidaris; tanmateix, tampoc els votants moderats no es van poder convèncer. El KPÖ va afrontar moments difícils durant un període en què els partits comunistes arreu del món estaven retrocedint.
El gener de 1990 dos nous dirigents, Walter Silbermayr i Susanne Sohn, van ser nomenats per renovar el partit i esmenar errors. Els intents de Sohn i Silbermayr de crear una aliança d'esquerres (Wahlbündnis) per a les eleccions al Consell Nacional de 1990 van fracassar. El partit va perdre aproximadament un terç dels seus membres durant el procés. El març de 1991, només tres mesos després, ambdós presidents van dimitir, ja que el seu curs de renovació no estava prou recolzat internament.
Durant la següent dècada es mantindria una dura lluita interna entre la direcció, que va aprovar l'entrada del KPÖ a l'Esquerra Europea (i per tant, l'abandonament de l'euroescepticisme) i aliances progressistes a les eleccions al Parlament Europeu, i faccions del partit que s'oposaven a la línia oficial. Aquestes van arribar a un punt culminant després de la venda de la Ernst-Kirchweger-Haus (edifici ocupat des del 1990 per autònoms) per part del Partit, al 33è Congrés del 2004, que va provocar l'expulsió o la marxa de nombrosos membres, i el trencament amb la Joventut Comunista d'Àustria.

### Recuperació i ascens
Coincidint amb un canvi de direcció i orientació estratègica, el partit ha anat augmentant en influència i presència a les institucions del país. Així, va obtenir un excepcional 20% dels vots a les eleccions municipals de Graz en 2003, i en 2005 va tornar a tenir representació en un parlament estatal després de 35 anys després d'aconseguir el 6,3% dels vots a Estíria, després que Ernest Kaltenegger assolís un gran èxit en aquestes eleccions.
A les eleccions de 2021, el KPÖ va emergir com el partit amb més escons al consell de Graz, amb el 29 per cent dels vots, i Elke Kahr va ser posteriorment escollit alcalde al capdavant d'una coalició d'esquerres. A les eleccions estatals de Salzburg de 2023, el KPÖ va obtenir l'11,7% dels vots (un augment de l'11,3% respecte a les eleccions anteriors de 2018) i quatre escons. Aquesta va ser la primera vegada que el partit va guanyar escons al Landtag de Salzburg des de 1945.
Darrerament al KPÖ li atorguen possibilitat d'obtenir representació parlamentària per primer cop des de la formació del nou parlament austríac, amb un 3-5%, amb un llindar del 4.

## Resultats electorals

### Eleccions legislatives (Nationalrat)
| Any  | Líder                          | Votes   | %         | Seats   | +/– | Govern            |
| ---- | ------------------------------ | ------- | --------- | ------- | --- | ----------------- |
| 1920 | Sense dades                    | 27,386  | 0.92 (#6) | 0 / 183 | Nou | Extraparlamentari |
| 1923 | Sense dades                    | 22,164  | 0.67 (#7) | 0 / 165 | =   | Extraparlamentari |
| 1927 | Sense dades                    | 16,119  | 0.44 (#6) | 0 / 165 | =   | Extraparlamentari |
| 1930 | Sense dades                    | 20,951  | 0.57 (#7) | 0 / 165 | =   | Extraparlamentari |
| 1945 | Johann Koplenig                | 174,257 | 5.42 (#3) | 4 / 165 | 4   | Coalició          |
| 1949 | Johann Koplenig                | 213,066 | 5.08 (#4) | 5 / 165 | 1   | Oposició          |
| 1953 | Johann Koplenig                | 228,159 | 5.28 (#4) | 4 / 165 | 1   | Oposició          |
| 1956 | Johann Koplenig                | 192,438 | 4.42 (#4) | 3 / 165 | 1   | Oposició          |
| 1959 | Johann Koplenig                | 142,578 | 3.27 (#4) | 0 / 165 | 3   | Extraparlamentari |
| 1962 | Johann Koplenig                | 135,520 | 3.04 (#4) | 0 / 165 | =   | Extraparlamentari |
| 1966 | Franz Muhri                    | 18,636  | 0.41 (#5) | 0 / 165 | =   | Extraparlamentari |
| 1970 | Franz Muhri                    | 44,750  | 0.98 (#4) | 0 / 165 | =   | Extraparlamentari |
| 1971 | Franz Muhri                    | 61,762  | 1.36 (#4) | 0 / 183 | =   | Extraparlamentari |
| 1975 | Franz Muhri                    | 55,032  | 1.19 (#4) | 0 / 183 | =   | Extraparlamentari |
| 1979 | Franz Muhri                    | 45,280  | 0.96 (#4) | 0 / 183 | =   | Extraparlamentari |
| 1983 | Franz Muhri                    | 31,912  | 0.66 (#6) | 0 / 183 | =   | Extraparlamentari |
| 1986 | Franz Muhri                    | 35,104  | 0.72 (#5) | 0 / 183 | =   | Extraparlamentari |
| 1990 | Walter Silbermayr Susanne Sohn | 25,682  | 0.55 (#7) | 0 / 183 | =   | Extraparlamentari |
| 1994 | Walter Baier                   | 11,919  | 0.26 (#7) | 0 / 183 | =   | Extraparlamentari |
| 1995 | Walter Baier                   | 13,938  | 0.29 (#7) | 0 / 183 | =   | Extraparlamentari |
| 1999 | Walter Baier                   | 22,016  | 0.48 (#7) | 0 / 183 | =   | Extraparlamentari |
| 2002 | Walter Baier                   | 27,568  | 0.56 (#6) | 0 / 183 | =   | Extraparlamentari |
| 2006 | Mirko Messner Melina Klaus     | 47,578  | 1.01 (#7) | 0 / 183 | =   | Extraparlamentari |
| 2008 | Mirko Messner Melina Klaus     | 37,362  | 0.76 (#8) | 0 / 183 | =   | Extraparlamentari |
| 2013 | Mirko Messner                  | 48,175  | 1.03 (#8) | 0 / 183 | =   | Extraparlamentari |
| 2017 | Mirko Messner                  | 39,689  | 0.78 (#8) | 0 / 183 | =   | Extraparlamentari |
| 2019 | Mirko Messner                  | 32,736  | 0.69 (#7) | 0 / 183 | =   | Extraparlamentari |
| 2024 | Günther Hopfgartner            | 116,891 | 2.39 (#6) | 0 / 183 | =   | Extraparlamentari |

### Parlament Europeu
| Any  | Líder                 | Vots                     | %                        | Escons | +/– | Grup |
| ---- | --------------------- | ------------------------ | ------------------------ | ------ | --- | ---- |
| 1996 | Walter Baier          | 1,656                    | 0.47 (#8)                | 0 / 21 | Nou | –    |
| 1999 |                       | 20,497                   | 0.73 (#7)                | 0 / 21 | =   | –    |
| 2004 |                       | 19,530                   | 0.78 (#6)                | 0 / 18 | =   | –    |
| 2009 | Günther Hopfgartner   | 18,926                   | 0.66 (#8)                | 0 / 19 | =   | –    |
| 2014 | Martin Ehrenhauser    | Dins Una Europa Diferent | Dins Una Europa Diferent | 0 / 18 | =   | –    |
| 2019 | Aikaterini Anastasiou | 30,087                   | 0.80 (#7)                | 0 / 18 | =   | –    |
| 2024 | Günther Hopfgartner   | 104,245                  | 2.96 (#6)                | 0 / 20 | =   | –    |

### Eleccions estatals
| Eleccions estatals d'Àustria | Eleccions estatals d'Àustria | Eleccions estatals d'Àustria | Eleccions estatals d'Àustria | Eleccions estatals d'Àustria | Eleccions estatals d'Àustria |
| Estat                        | Any                          | Vots                         | %                            | Escons                       | Govern                       |
| ---------------------------- | ---------------------------- | ---------------------------- | ---------------------------- | ---------------------------- | ---------------------------- |
| Burgenland                   | 2025                         | No hi van participar         | No hi van participar         | No hi van participar         | Extraparlamentari            |
| Carintia                     | 2023                         | 349                          | 0,12                         | 0 / 36                       | Extraparlamentari            |
| Baixa Àustria                | 2023                         | 3.437                        | 0,38                         | 0 / 56                       | Extraparlamentari            |
| Alta Àustria                 | 2021                         | 6.504                        | 0,81                         | 0 / 56                       | Extraparlamentari            |
| Salzburg                     | 2023                         | 31.383                       | 11,66                        | 4 / 36                       | Oposició                     |
| Estiria                      | 2024                         | n/a                          | 4,4                          | 2 / 48                       | Oposició                     |
| Tirol                        | 2022                         | 2.312                        | 0,67                         | 0 / 36                       | Extraparlamentari            |
| Vorarlberg                   | 2024                         | 1.385                        | 0.8                          | 0 / 36                       | Extraparlamentari            |
| Viena                        | 2025                         | 27,657                       | 4.06                         | 0 / 100                      | Extraparlamentari            |